# Danger Girl
Vous lisez un « bon article » labellisé en 2019.
Pour le jeu vidéo homonyme, voir Danger Girl (jeu vidéo).
Pour les articles homonymes, voir The Danger Girl.
Danger Girl est une série américaine de comic books d'aventure créée en 1997 par le dessinateur J. Scott Campbell assisté du scénariste Andy Hartnell. Elle met en scène un groupe d'espionnes sexy dans des aventures se déroulant à travers le monde et parodiant celles de James Bond et d'Indiana Jones de qui les auteurs puisent leur inspiration. Certains critiques la rapprochent également des séries télévisées Batman et Drôles de dames mais aussi du personnage de jeu vidéo Lara Croft.
Créée en décembre 1997, elle rencontre rapidement un grand succès. Cependant, J. Scott Campbell quitte Danger Girl dès la fin de la première histoire laissant sa place à d'autres dessinateurs qui réalisent plusieurs mini-séries jusqu'à janvier 2016. En anglais, elle est publiée par Image Comics puis DC Comics et enfin IDW Publishing. En français, elle paraît chez Semic et Éditions USA dans un premier temps ; quelques années plus tard, la publication est reprise par Soleil, suivi de Glénat et enfin de Graph Zeppelin.
La série Danger Girl est globalement appréciée par les critiques qui la voient comme un bon divertissement aux histoires simples qui mélangent de l'action, de l'humour et des héroïnes sexy. La série s'est vue déclinée à travers une gamme de jouets et un jeu vidéo.

## Univers

### Synopsis
Les comic book mettent en scène Abbey Chase, une jeune chasseuse de trésor qui a rejoint une organisation secrète nommée Danger Girl pour effectuer des missions périlleuses pleines d'aventures,. Toutes les femmes de cette agence sont belles, dotées de formes généreuses et sont généralement court-vêtues ou arborent des vêtements moulants,. Cependant, elles sont hautement qualifiées en techniques de combat et au maniement des armes,. Les Danger Girl se lancent régulièrement à la recherche d'objets rares et mystérieux et luttent notamment contre les maléfiques « Empire du Marteau » et « Empire de la Faucille ».

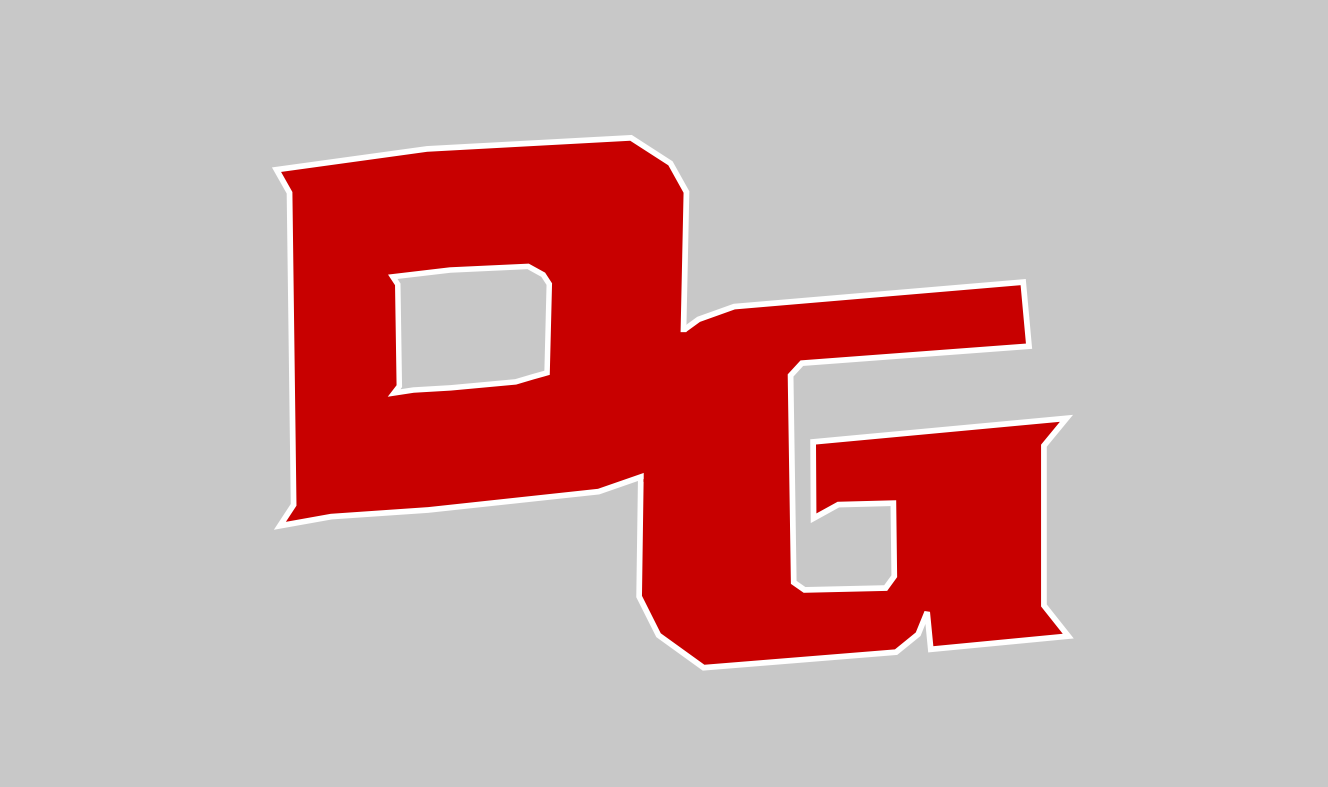
Logo de l'organisation Danger Girl.
Drapeau du Marteau[Note 2].
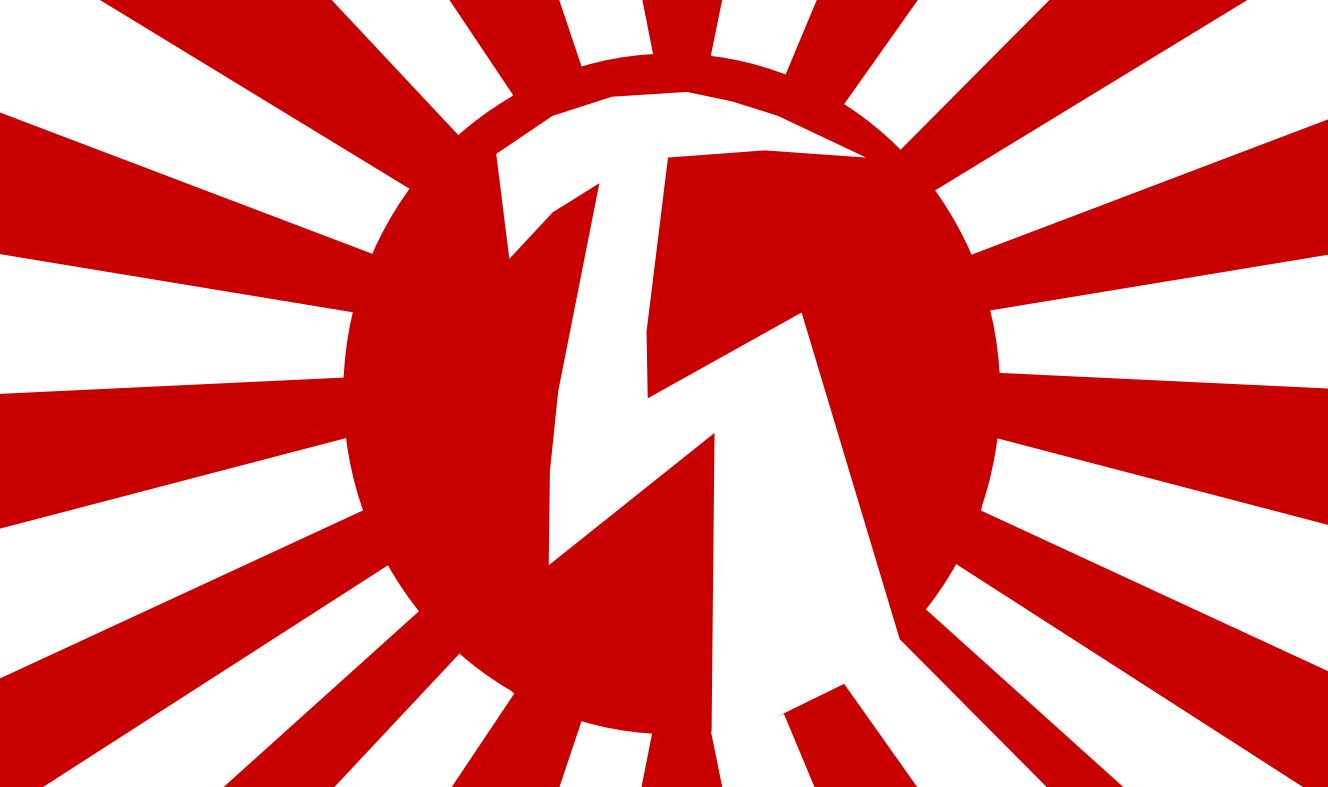
Drapeau de la Faucille[Note 3].

### Personnages principaux: l'équipeDanger Girl

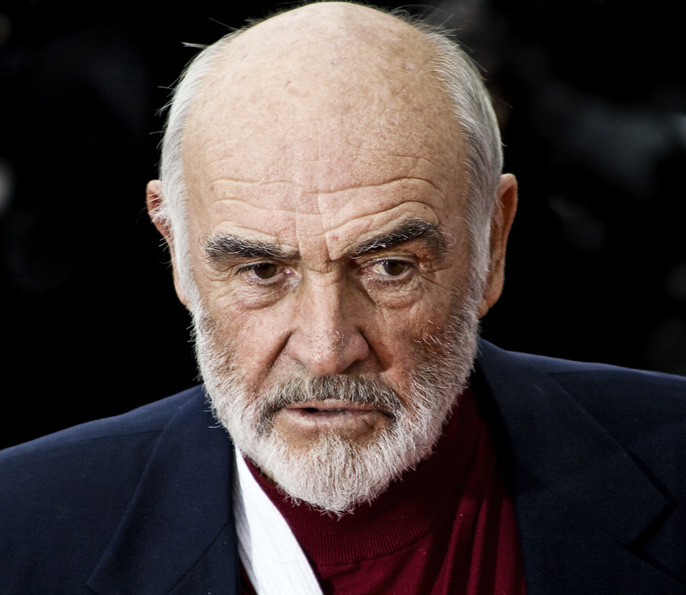
Sean Connery est le modèle graphique du personnage de Deuce.

- Abbey Chase est le personnage principal de la série[a 2]. Il s'agit d'une archéologue spécialisée dans l'antiquité et les artéfacts[a 3]. Abbey maîtrise également plusieurs langues et pratique le tir d'élite[a 3]. Elle est l'« Indiana Jones » de l'équipe[6].
- Sydney Savage[a 4] est une ancienne agente du service de renseignement extérieur de l'Australie[a 5],[7]. Sydney a une très grande maîtrise du fouet[a 5],[7] et arbore une combinaison en latex[8]. Elle a une apparence qui s'inspire d'Emma Peel de la série télévisée Chapeau melon et bottes de cuir (1961-1969) et de Catwoman[6].
- Natalia Kassle[a 6] est une ancienne agente du service secret de la Russie[a 5],[7]. Elle s'est spécialisée dans le maniement du couteau et est redoutable au corps à corps[a 5],[7].
- Valérie Evans dite Silicon Valerie[a 4],[a 7],[Note 4] est une jeune ingénieure en informatique récemment sortie de l'université d'Oxford[a 3],[7].
- Deuce[a 7] était dans les années 1960 un agent du service de renseignements extérieurs du Royaume-Uni mis est à la retraite à la fin de la guerre froide[a 8],[7]. Deuce reprend ensuite du service pour diriger l'opération Danger Girl[a 8]. Son apparence physique est directement inspirée de celle de Sean Connery[7],[9].
- Sonya Savage est la sœur de Sydney[a 9]. Elle est également une ancienne agente du service de renseignement australien devenue ensuite chasseuse de primes puis membre de Danger Girl[a 10]. Sonya a un caractère en acier trempé[10].

### Personnages secondaires

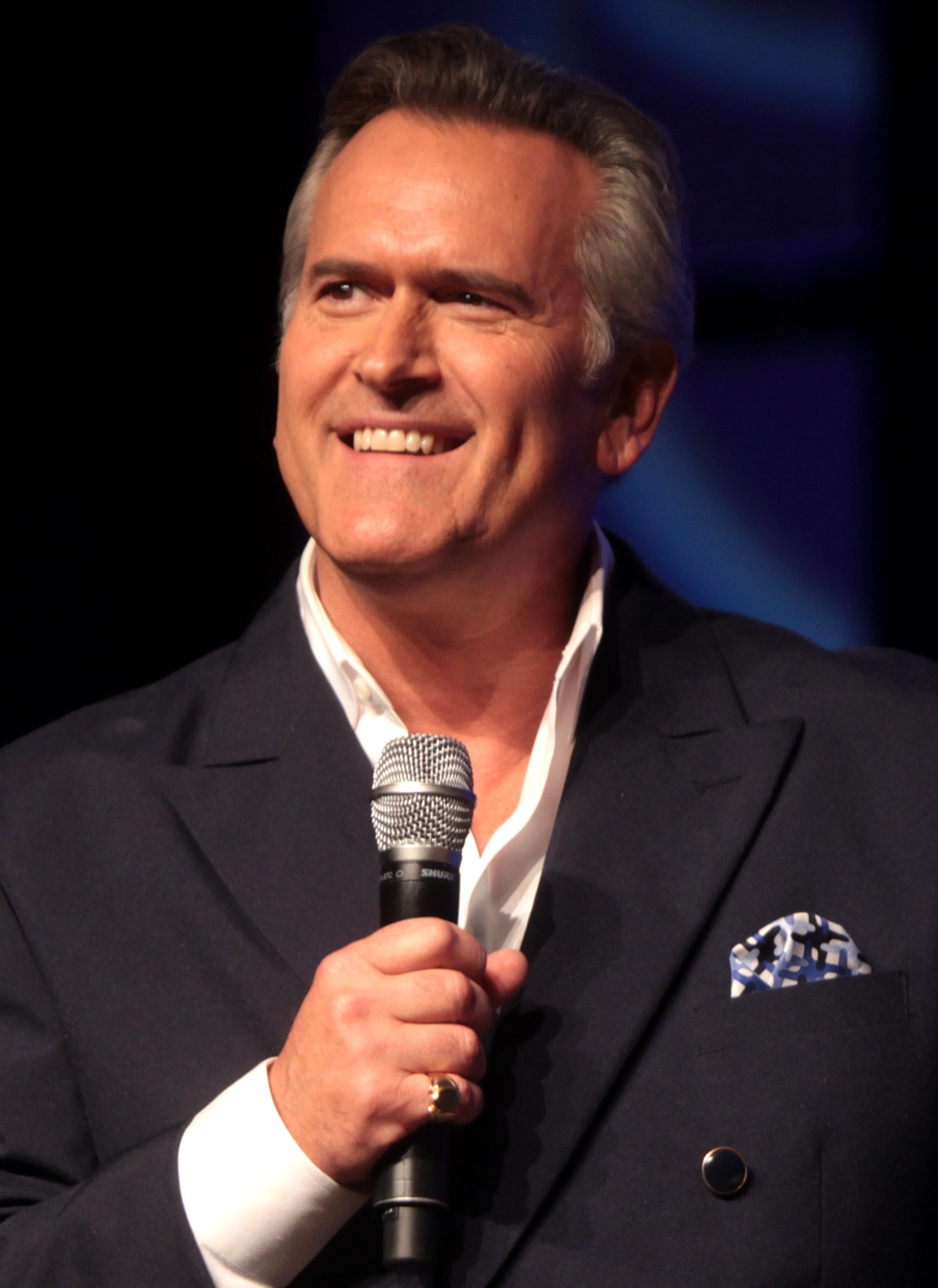
Bruce Campbell est le modèle graphique du personnage de Johnny Barracuda.

- Agent Zéro[a 11] est un mystérieux agent secret ancien membre de l'Empire du Marteau qui aide ensuite les Danger Girl[a 12].
- Anastasia Kilbourne est une amie de Natalia Kassle. Elle arbore un tatouage de dragon qui remonte d'un de ses pieds jusqu’à son visage[a 13]. Elle a été inventée pour le jeu vidéo Danger Girl pour un niveau qui n'a pas été développé mais est ensuite introduite dans l'album Danger Girl - Tric-traque à Shanghaï[a 13].
- Donavin Conrad[a 14] est un riche collectionneur d'œuvres d'art[a 15]. Il est l'un des antagonistes des Danger Girl et présente plusieurs attributs du méchant de fiction comme la moustache fine, le sourire carnassier ou le cache-œil[11].
- Duncan est également un riche collectionneur d'art[a 16]. Ami d'Abbey Chase, il la recommande à Deuce pour qu'elle intègre l'opération Danger Girl[a 17]. Il a pour modèle graphique Scott Dunbier, l'ami et rédacteur en chef de J. Scott Campbell[a 18].
- Johnny Barracuda[a 11],[Note 5] est l'agent de liaison de la CIA auprès de Danger Girl[a 19]. Johnny est un beau jeune homme bagarreur et sûr de lui mais aussi maladroit[a 20],[12]. Son apparence physique est directement inspirée de celle de l'acteur Bruce Campbell[6].
- Major Maxim est un des dirigeants de l'Empire du Marteau avec notamment Assassin X, le docteur Kharnov Von Kripplor et le Führer de l'empire[a 21]. Son apparence se rapproche de celle de Dark Vador[6]. Son organisation, l'Empire du Marteau, est constituée d'anciens membres du parti nazi qui ont pour objectif de créer « un nouveau règne de terreur »[a 22].

### Lieux d'action des aventures
Comme James Bond et Indiana Jones, les Danger Girl parcourent le monde. Ainsi dans le premier épisode, le lecteur les découvre au Costa Rica ; dans Danger Girl - Kamikaze, elles se rendent à Hong Kong ; dans Danger Girl - Hawaiian Punch, à Hawaï ; dans Danger Girl - Viva Las Danger, à Las Vegas ; dans Danger Girl - Revolver, elles passent notamment à Venise et au Pérou, ; dans Danger Girl - Trinity, dans le golfe d'Aden, au Caire, à Londres et au Congo ; dans Danger Girl - Tric-Traque à Shanghaï à Shanghai et dans Danger Girl - Mayday, en Russie.

## Historique

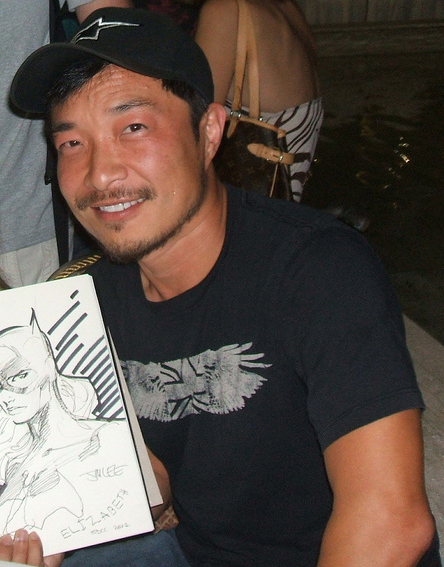
Le dessinateur Jim Lee, le découvreur et mentor de Campbell, à la en de 2007.

Le dessinateur Jeffery Scott Campbell est découvert au début des années 1990 par Jim Lee, le dessinateur fondateur de la maison d'édition Wildstorm. Le rédacteur en chef de la société, Scott Dunbier, lui propose en 1993 de travailler sur un épisode de Stormwatch, une des séries phares de la maison d'édition puis lui confie une nouvelle mini-série scénarisée par Jim Lee : Gen¹³. La série, qui raconte l'histoire d'une équipe de super-héros adolescents, est un succès et revient en février 1994 en série régulière. Campbell y officie comme dessinateur principal jusqu'au numéro 20 de juin 1997.
En 1998, Wildstorm décide de créer un nouveau label nommé Cliffhanger dans lequel les dessinateurs de la maison peuvent lancer leurs propres création. Joe Madureira livre Battle Chasers tandis qu'Humberto Ramos lance Crimson. Campbell s'associe à son ami Andy Hartnell comme co-scénariste pour créer Danger Girl.
Campbell, lassé de dessiner des super-héros, décide cette fois de réaliser une parodie de James Bond avec des filles sexy. Le groupe devait au départ comprendre six filles mais les auteurs finissent par se limiter à quatre pour ne pas faire « trop Spice Girls ». Débutée en décembre 1997, la série est également un succès,. Elle est l'une des rares séries à atteindre les 100 000 exemplaires vendus avec Uncanny X-Men, X-Men, Tomb Raider ou Battle Chasers. Cependant Campbell a du mal à tenir le rythme de publication et le septième et dernier numéro est seulement publié en février 2001,. Fort de ce succès Campbell arrête de dessiner des comics et se lance dans l'illustration pour divers supports. La série continue cependant jusqu'en 2007 mais avec d'autres dessinateurs comme Arthur Adams, Joe Chiodo, Phil Noto ou bien Tommy Yune dans un style manga,.
En 2007, Scott Dunbier quitte Wildstorm et rejoint l'année suivante l'éditeur IDW. Il propose alors à ses nouveaux employeurs de relancer Danger Girl. Conquis par l'idée, ceux-ci annoncent en 2009 sur leur site internet qu'ils reprennent l'édition de la série que DC avait laissée à l'abandon. Après des rééditions de rigueur, Danger Girl revient début 2011 avec une toute nouvelle histoire. Andy Hartnell est toujours au scénario tandis que les dessins sont signés par Chris Madden dans un style moins sexy et plus cartoon que celui de Campbell.
D'autres dessinateurs officient ensuite sur la série : John Royle, Harvey Tolibao et Stephen Molnar jusqu'en janvier 2016.

## Analyse

### Inspiration
Les Danger Girl sont un mélange des personnages Indiana Jones, James Bond et des héroïnes de la série télévisée Drôles de dames (1978-1981),. Certains critiques y voient également des éléments de L'Agence tous risques (1983-1987), de Mission impossible (1966-1973) ou une similitude avec les aventures de Lara Croft, dans la série de jeux vidéo Tomb Raider (créée en 1996),. Cependant, la série reste essentiellement vue comme étant une parodie de la saga James Bond,. Hartnell et Campbell en copient en effet les visuels des génériques d'ouverture, le côté sexy des James Bond girls, les poursuites en voitures, les méchants improbables et surtout l'apparence du premier James Bond : Sean Connery.

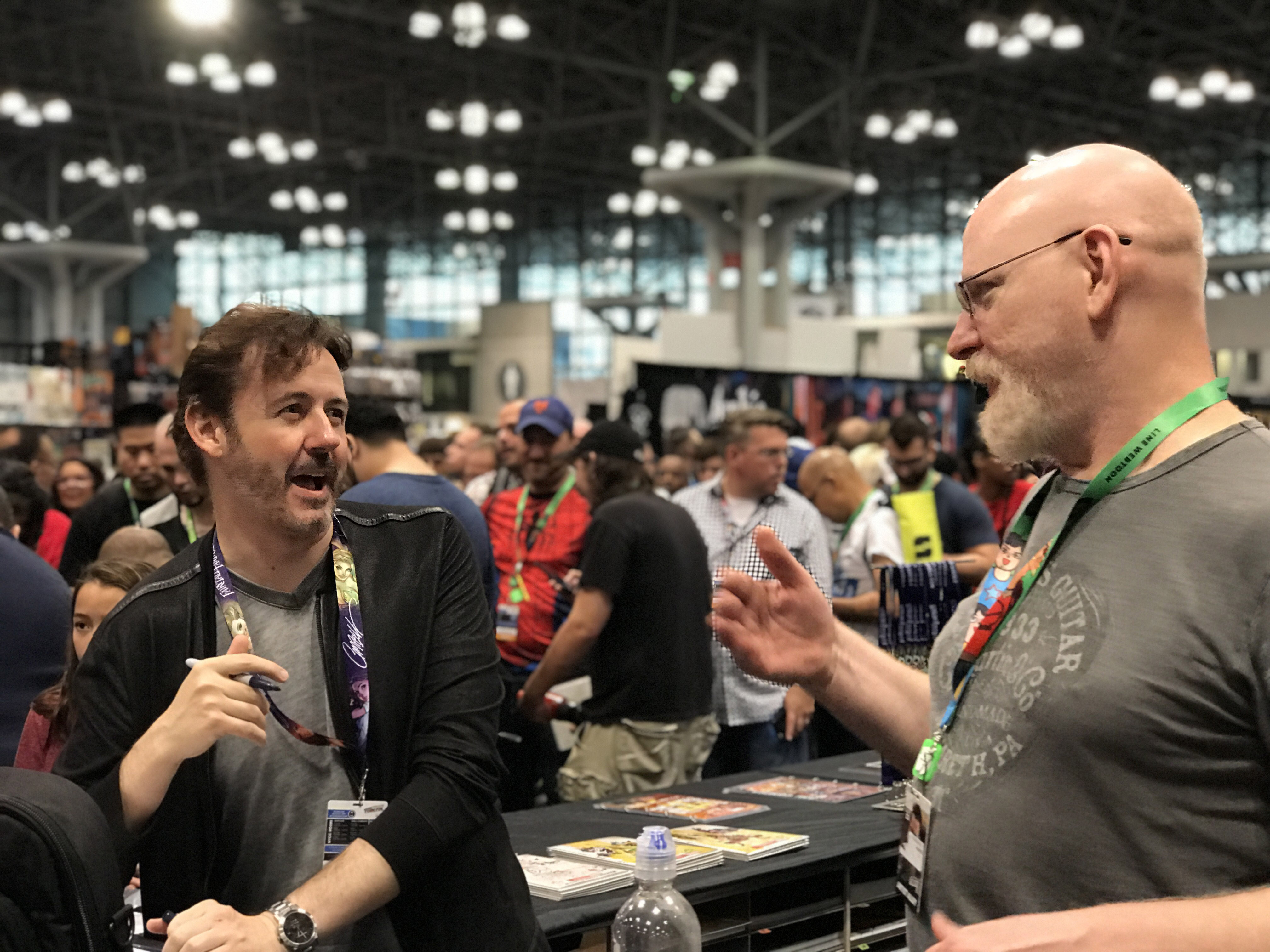
J. Scott Campbell (à gauche) avec l'un de ses mentors Arthur Adams à la en de 2017.

Le style graphique de J. Scott Campbell est notamment influencé par ceux de Jim Lee et d'Arthur Adams. Comme eux, il dessine particulièrement bien l'anatomie masculine et surtout féminine et aime à donner du relief aux scènes d'action. C'est d'ailleurs un album d'Arthur Adams qui l'a décidé à devenir dessinateur de bande dessinée. Campbell s’inspire également du travail de l'illustrateur américain Gil Elvgren qui est principalement connu dans les années 1950 et 1960 pour ses pin-ups sexy et naturels.
J. Scott Campbell avoue que le film Indiana Jones et les Aventuriers de l'arche perdue (1981) a fortement influencé son travail. Il s'agit même de son film préféré durant son enfance. Les références à cette œuvre et ses deux suites sont ainsi nombreuses dans la série originale Danger Girl. Comme Indiana Jones, l’héroïne Abbey Chase est une archéologue spécialisée dans les civilisations antiques. De même, Sydney Savage emprunte au célèbre aventurier son arme fétiche : le fouet. Certaines scènes sont également des reprises du film comme la scène où Abbey saute dans un camion, la scène où les Danger Girl retrouvent le casque doré ou la scène de la cérémonie mystique qui se déroule dans une île. Une référence directe est même présente dans la bande dessinée quand Sydney surnomme Valerie « Demi-Lune »,. Indiana Jones et le Temple maudit (1984) est également une source d'inspiration notamment pour Danger Girl - Revolver. Ainsi Abbey Chase se retrouve comme Indiana Jones encerclée par l'ennemi avec son fiancé au milieu d'un pont de singe. De plus, comme dans ce film, un village perd sa prospérité après le vol d'un artéfact sacré que doivent retrouver les héros. Des références à Indiana Jones et la Dernière Croisade (1989) sont également présentes. L'album Danger Girl - Trinity reprend la seconde partie de l'introduction du film dans laquelle Indiana est menacé d'être jeté hors d'un bateau en pleine mer. L'album Danger Girl - Revolver s'inspire, lui, de la poursuite en Riva à Venise.
L'histoire Danger Girl - Viva Las Danger dessinée par Phil Noto est en revanche un mélange entre Indiana Jones et le Temple maudit et La momie (1999) avec une histoire de pharaon à Las Vegas,. L'histoire Danger Girl - Hawaiian Punch s'inspire plutôt des Aventures de Jack Burton (1986).
Bien que partageant avec Batman une histoire commune, Danger Girl parodie également le héros masqué dans sa version série télévisée des années 1960,. Ainsi dans l'histoire Danger Girl – Special, les trois Danger Girl deviennent à la nuit tombée les « Soutifs à motifs », des super-héroïnes qui combattent le crime. La célèbre Batmobile devient donc la Soutif-Mobile et le commissaire Gordon y est nommé commissaire Jordon. La scène d'escalade d'immeuble est également une référence à la série comme l'indique d'ailleurs un des personnages.
Les histoires de la période IDW rendent également hommage à la série originale de J. Scott Campbell. Le déroulement des événements des deux premières planches de Revolver #4 de Chris Madden est exactement le même qu'aux deux premières planches de Danger Girl Preview,, la seule différence est que l'antagoniste Donavin Conrad se retrouve à la place d'Abbey Chase et vice versa. La première planche de Trinity #1 de John Royle est également la même que celle de la première planche de Danger Girl Prologue. De plus dans la septième planche de Revolver #4, Abbey en robe de soirée est dans une position et au même positionnement qu'à la quinzième planche de Danger Girl #2,.

### Série légère et sexy
La série Danger Girl propose avant tout des aventures légères et improbables mettant en scène des belles espionnes décolletées au physique de Pin-up,,,. Ce n'est pas une bande-dessinée intellectuelle mais du divertissement pur avec des histoires simples, à la façon des films d'action des années 1980 et 1990,. Certaines histoires comme Trinity ou Tric-traque à Shanghaï vont même jusqu'à laisser le côté sexy pour mettre encore plus en avant l’action et l'aventure,. Le scénario est avant tout un prétexte pour mettre en scène une succession de scènes d’action. Le public cible semble être les adolescents et les jeunes adultes masculins,,. La série échappe cependant à un côté misogyne grâce à un second degré humoristique.
Danger Girl mise sur une omniprésence de l'humour notamment à travers le personnage du beau et gaffeur Johnny Barracuda, d'autres personnages faire-valoir masculins crétins et pervers et des rebondissements sentimentaux.
La série originale, mais aussi les nombreuses illustrations intérieures de J. Scott Campbell, affichent des éléments de séduction à travers des poses lascives, ou en montrant les héroïnes sous tous les angles,. Les autres histoires de la série continuent dans cette veine en montrant régulièrement les Danger Girl en tenue légère et avec des armes. La plupart des personnages féminins sont également dessinés avec des poitrines proéminentes régulièrement mises en valeur,.
L'album Danger Girl - Mayday, bien que toujours dans le registre du divertissement, offre cependant une histoire plus profonde en abordant le concept de « rédemption » à travers le parcours et la résurrection du personnage de Natalia Kassle.

## Accueil
Les internautes du site bdtheque confèrent à la série Danger Girl une note moyenne de 2,62 sur une échelle de 5 et les internautes de la Bédéthèque une note moyenne de 3 sur 5. De manière générale les critiques trouvent la série légère mais divertissante,. Le succès de la série est surtout attribué au talent du dessinateur original J. Scott Campbell qui offre des héroïnes au physique irréprochable mais aussi au dynamisme des scènes d'action,.
Benjamin Roure du site BoDoï indique qu'avec l'album Danger Girl - Destination danger « on passe un agréable moment de divertissement ». Roure souligne le travail du dessinateur Phil Noto, notamment son trait à la personnalité vintage. Antoine Boudet du site ActuaBD trouve lui l'album Danger Girl - Destination danger bien écrit, sans prétention et assez soigné. Irokee du site Comics Prime parlant du l'album Danger Girl - Trinity affirme qu'il s'agit d'une lecture très agréable qui apporte une dose de plaisir décomplexé. Thomas Riquet du site Emaginarock trouve que le scénario de Danger Girl est « réellement excellent et propose une histoire d’espionnage cohérente ». Il salue également une dynamique prenante et des couleurs chatoyantes. Stéphane Le Troëdec du site Top Comics trouve l'album Danger Girl - Tric-traque à Shanghaï bourré d’action et de charme. Tof du site Maxoe pense que l'album Danger Girl - Revolver est un « ensemble sucré parfait pour tuer le temps libre ». Mickaël Gereaume du site PlaneteBD indique que la plupart des albums sont des purs moments de délassement et de divertissement,.
Maixent du site Krinein trouve en revanche que les Danger Girl « ont tout pour réussir mais finalement laissent assez indifférent ». Il trouve que l'album Danger Girl - Revolver est « une grosse déception et une escroquerie ». Il vise notamment le dessinateur Chris Madden qui ne personnalise quasiment pas les visages et le scénario qui se contente de reprendre des éléments trouvés ailleurs. Aurélien Pigeat d'Actua BD rapproche également à Madden un trait « qui manque quand même de finesse ». Cependant il trouve Revolver amusant, énergique et divertissant. Arnaud Gueury du site Bulle d'encre pense que l'album Danger Girl - Destination danger constitue un « ensemble hétéroclite un peu déconcertant ». Nathanaël Bouton-Drouard du site Regard Critique est déçu par Nick Bradshaw, le dessinateur de Danger Girl - Back in Black et Danger Girl - Tir aux pigeons. Il trouve que Bradshaw « n'a pas forcément les rondeurs d'Harvey Tolibao, la précision de John Royle sans parler de l'efficacité racée de J. Scott Campbell ». Selon lui, le trait du dessinateur n'infuse pas l'énergie nécessaire qui doit rendre attrayante l'action présente dans ses albums.

## Publication

### Aux États-Unis
D'abord publié chez Wildstorm au sein d'Image Comics, la série déménage à partir du cinquième numéro de juillet 1999 chez DC Comics à la suite de l'achat de Wildstorm par cette maison d'édition,. Après le départ du dessinateur J. Scott Campbell, DC continue d'éditer des Danger Girl sous la forme de one shot. Sortiront ainsi, 
Danger Girl Special en février 2000, 
Danger Girl Kamikaze en novembre et décembre 2001, 
Danger Girl: Hawaiian Punch en mai 2003,
Danger Girl: Viva Las Danger en novembre 2003 et 
Batman / Danger Girl en décembre 2004. DC revient ensuite au format série et propose ainsi Danger Girl: Back in Black de janvier à avril 2006 et Danger Girl: Body Shots de juin à septembre 2007. Parallèlement, DC réédite les histoires en albums. La série originale est d'abord publiée en trois albums sous le titre Danger Girl - The Dangerous Collection puis dans une intégrale nommée Danger Girl - The Ultimate Edition. Danger Girl: Back in Black et Danger Girl: Body Shots bénéficient également d'une sortie en album tandis que certaines des histoires courtes sont regroupées dans l'album Danger Girl - Odd Jobs.
Danger Girl revient ensuite chez IDW qui réédite d'abord la série originale en album en 2010 puis publie de nouvelles histoires. Ils éditent ainsi sept nouvelles séries en fascicules puis en albums : Danger Girl and the Army of Darkness d'avril 2011 à août 2012, Danger Girl: Revolver de janvier à avril 2012, Danger Girl/G.I. Joe de juillet à novembre 2012, Danger Girl: Trinity d'avril à juillet 2013, Danger Girl: The Chase de septembre à décembre 2013, Danger Girl: Mayday d'avril à août 2014 et Danger Girl: Renegade d'août 2015 à janvier 2016.

Danger Girl a trois incursions dans d'autres séries :
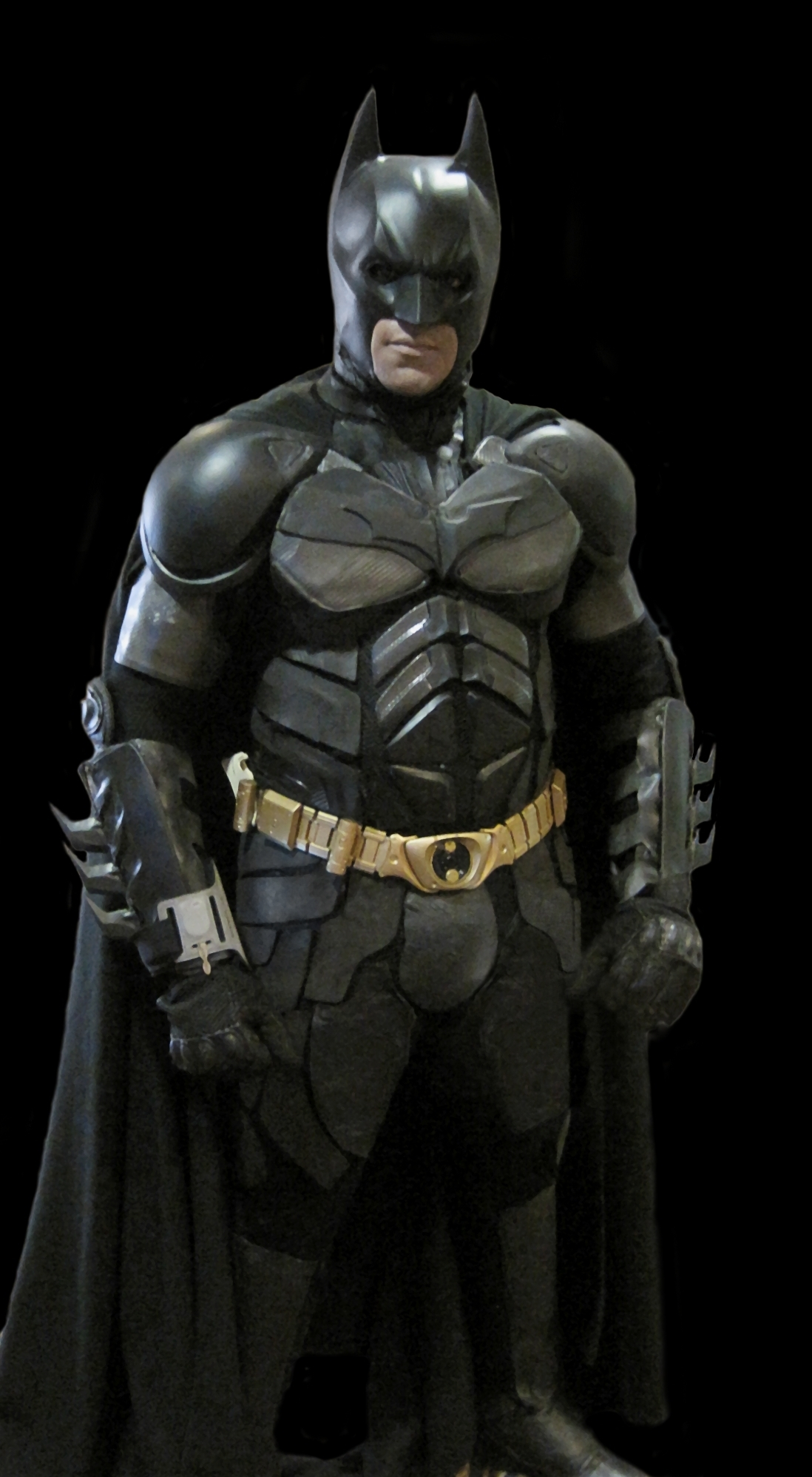
Batman, ici un cosplay de 2012.
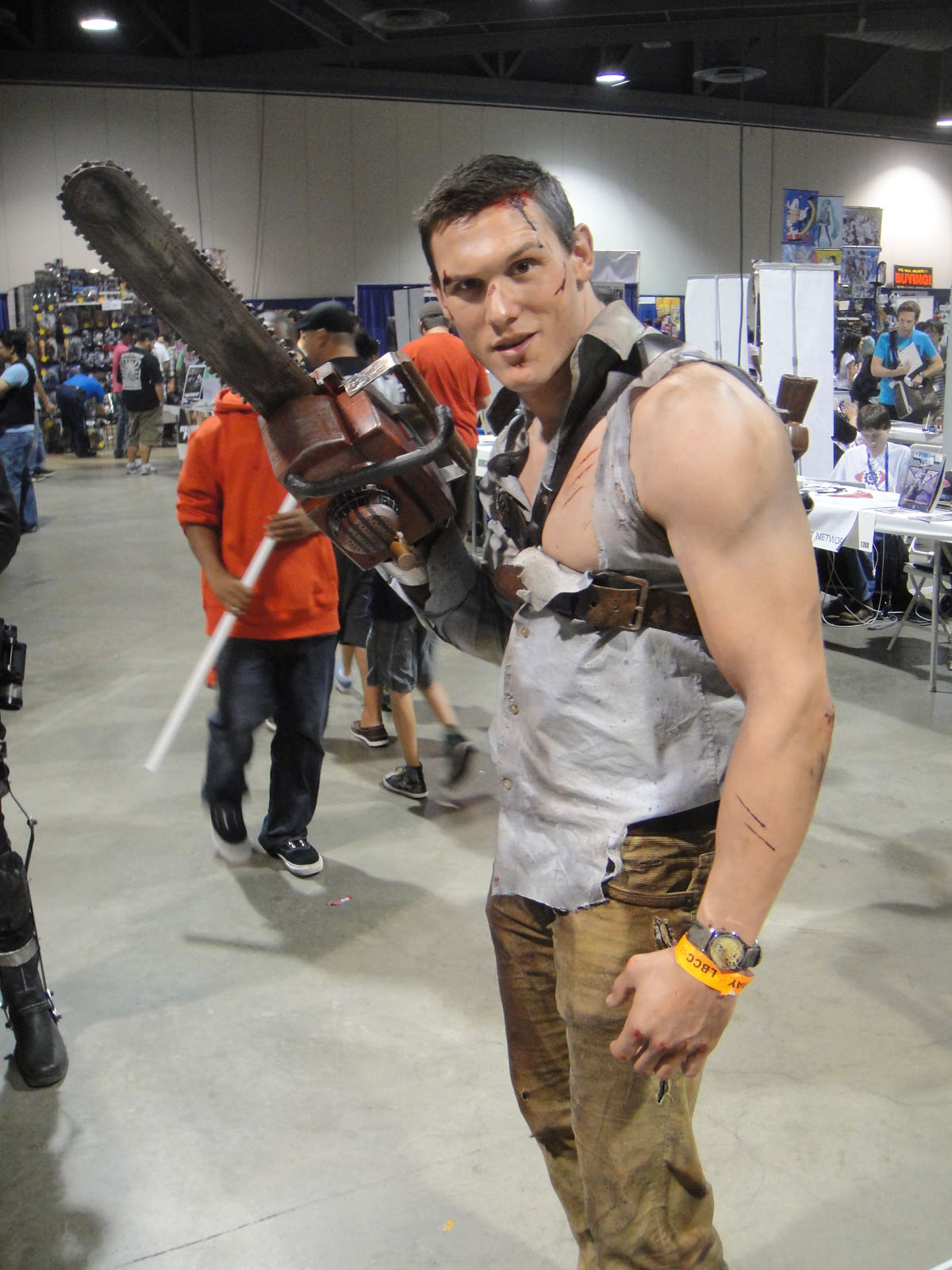
L'Armée des Ténèbres (Army of Darkness), ici un cosplay du héros Ash Williams en 2011.
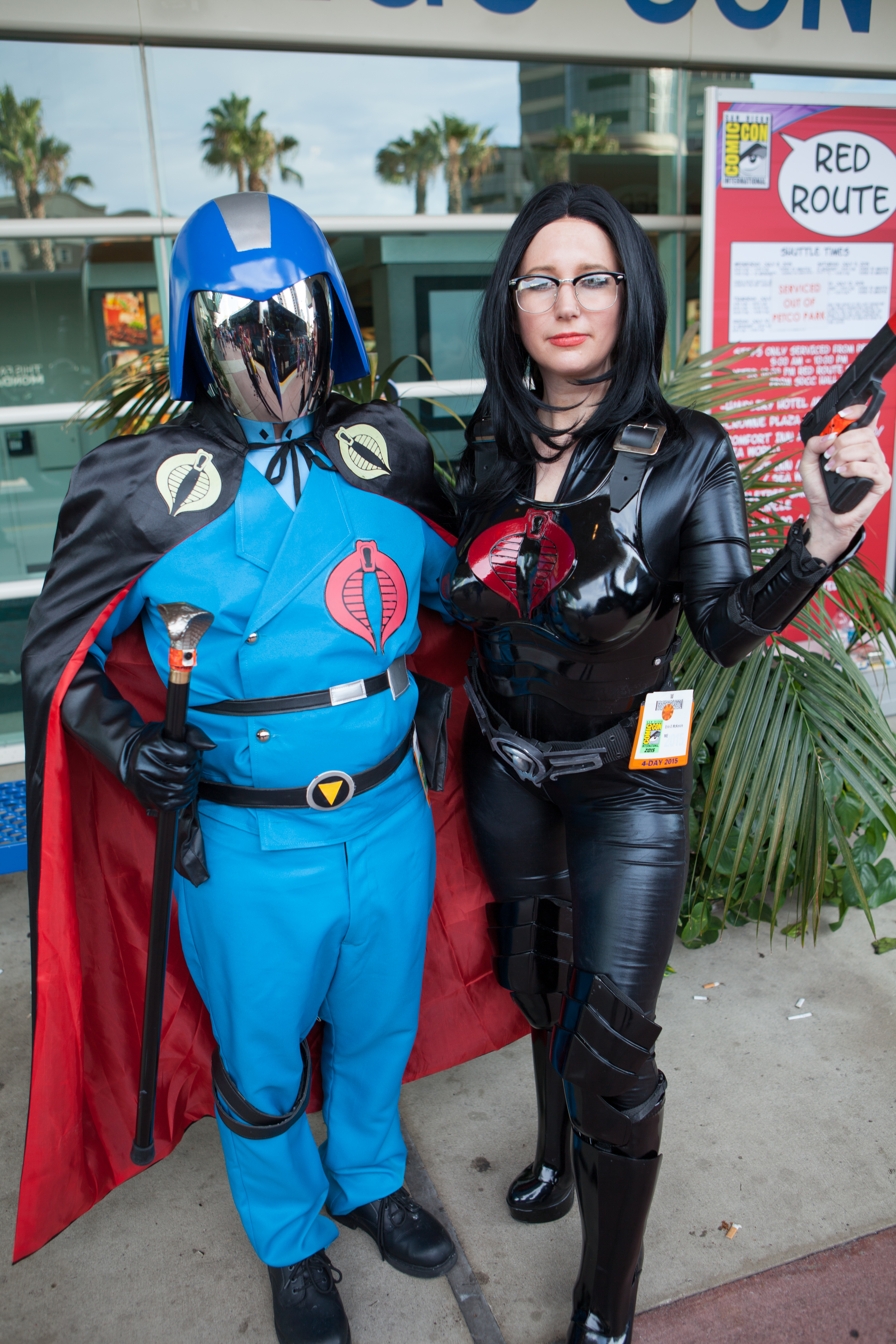
G.I. Joe, ici un cosplay des antagonistes Cobra Commandeur et La Baronne en 2015.

### En France

#### De 1999 à 2010
La série originale est pré-publiée en kiosques par Semic dans les six numéros du magazine Danger Girl de 1999 à 2002, puis partiellement en librairie aux Éditions USA en un album en 2000. La disparition de Semic en 2005 puis d'Éditions USA en 2009 laisse ensuite les droits d'adaptation vacants pour la France. C'est finalement les Éditions Soleil qui sortent en 2010 l'intégrale de la série originale en deux volumes mais dans un tout petit tirage,. Le second volume se retrouve alors très rapidement indisponible.

#### Depuis 2012
En 2012, l'éditeur Glénat Comics annonce qu'il reprend la publication de Danger Girl en France
. D'abord prévu pour octobre 2012, le premier album de cette reprise, Danger Girl - Revolver, sort finalement en avril 2013. Il est ensuite complété en juillet par un second album nommé Danger Girl - Destination danger qui reprend les one shot de DC Danger Girl Special, Danger Girl Kamikaze, Danger Girl: Hawaiian Punch et Danger Girl: Viva Las Danger,. Un troisième volume sort enfin en février 2014, il s'agit de Danger Girl - Trinity. Cependant, la série ne rencontre pas son public en France et Glénat renonce à sortir d'autres albums,.
En 2018, les éditions de l'Éveil reprennent la publication de Danger Girl dans leur marque éditoriale Graph Zeppelin. Elles rééditent en premier lieu, avec une nouvelle traduction, la série originale en format intégrale sous le titre Opération Hammer puis un carnet de croquis de J. Scott Campbell consacré à la série dans un format franco-belge. L'année suivante sortent quatre autres albums : Danger Girl - Mayday, Danger Girl - Back in Black, Danger Girl: Body Shots sous le titre Danger Girl - Tir aux pigeons et Danger Girl: The Chase sous le titre Danger Girl - Tric-traque à Shanghaï. Thomas Rivière du site ComicsPlace s'étonne du choix de couverture de ce dernier album. Il est surpris car elle associe la ville chinoise de Shanghai avec un visuel qui représente plutôt la ville japonaise de Tokyo. En 2020, sortent les albums Danger Girl - Renégate et Danger Girl et G.I. Joe. Enfin en 2021, sort le dernier album inédit, Danger Girl face à l'Armée des Ténèbres.